# Franca Cancogni
Franca Cancogni Violani (Roma, 13 febbraio 1920 – Roma, 11 febbraio 2022) è stata una traduttrice, sceneggiatrice e scrittrice italiana.

## Biografia
Sorella di Manlio Cancogni e zia di Annapaola Cancogni, entrambi romanzieri, fu scrittrice e traduttrice letteraria per Mondadori, Einaudi e Rizzoli, oltre ad adattare svariate opere per la RAI.
Nel 1978 scrisse, insieme al fratello, il romanzo Adua, pubblicato con lo pseudonimo Giuseppe Tugnoli presso Rizzoli, straordinario successo editoriale, e poi ripubblicato nel 1996 dalla Longanesi diretta dallo stesso Mario Spagnol già editor Rizzoli. Quarant'anni dopo pubblicò, novantottenne, Il pane del ritorno.
È morta l'11 febbraio 2022, a quasi 102 anni.

## = Romanzi
- Giuseppe Tugnoli (pseud. di Franca Cancogni-Manlio Cancogni), Adua, Rizzoli, 1978.
- Franca Cancogni-Manlio Cancogni, Adua, Milano, Longanesi, 1996.
- Il pane del ritorno. Una grande storia di destini intrecciati attraverso il Novecento, Milano, Bompiani, 2018.

### Televisione
- Jane Eyre, 1957 (traduzione e adattamento)
- Umiliati e offesi, 1958
- Il vicario di Wakefield, 1959 (traduzione e adattamento)
- La sciarpa, 1963 (traduzione e adattamento)
- Paura per Janet, 1963 (traduzione e adattamento)
- Melissa, 1966 (traduzione e adattamento)
- Breve gloria di mister Miffin, 1967 (traduzione e adattamento)
- Giocando a golf una mattina, 1969 (traduzione e adattamento)
- Un certo Harry Brent, 1970 (traduzione)
- I Buddenbrook, 1971 (traduzione)
- Come un uragano, 1971 (traduzione)
- A come Andromeda, 1972 (traduzione)
- Lungo il fiume e sull'acqua, 1973 (traduzione)
- Dimenticare Lisa, 1976 (traduzione e adattamento)
- A casa, una sera..., 1976 (traduzione)
- Traffico d'armi nel golfo, 1977 (sceneggiatura)
- Il signore di Ballantrae, 1979 (traduzione)
- Poco a poco, 1980 (traduzione)

### Traduzioni
- David Herbert Lawrence, Figli e amanti, Collana Supercoralli, Torino, Einaudi, 1948; Milano, Mondadori, 1970; Orpheus Libri, 1971.
- James Joyce, Gente di Dublino, Torino, Einaudi, 1949
  - The Dead. I morti, testo inglese a fronte, a cura di Carla Marengo Vaglio, Collana Collana ET - Serie bilingue Torino, Einaudi, 1993, ISBN 978-88-061-2817-3.
- Joseph Conrad, La freccia d'oro, Collana Piccola Biblioteca Scientifico-Letteraria n.31, Torino, Einaudi, 1951; Nota introduttiva di Franco Marenco, Collana gli Struzzi n.387, Einaudi, 1990.
- Christopher Fry, La signora non è da bruciare, Torino, Frassinelli, 1952 (con Vittoria Ottolenghi ed Ettore Violani).
- Theodore Dreiser, Il finanziere, Torino, Einaudi, 1955.
- Carson McCullers, La ballata del caffè triste e altri racconti, Milano, Mondadori, 1960.
- Carson McCullers, Orologio senza lancette, Milano, Mondadori, 1962.
- Suona la grande tromba, a cura di Moses Zebi Frank, Milano, Mondadori, 1962.
- Angus Wilson, Vecchi allo zoo, Milano, Garzanti, 1966.
- Richard Hughes, La pastorella di legno, Milano, Rizzoli, 1976.
- Iris Murdoch, Un uomo accidentale, Milano, Rizzoli, 1977.
- Quentin Clewes, Salammbò, Forte dei Marmi, Pegaso, 1993 [pseudonimo di Annapaola Cancogni, nipote della traduttrice]
- Quentin Clewes, Lei, Roma, Fazi, 1998 [pseudonimo di Annapaola Cancogni]